# Chaouki Ben Saada
Chaouki Ben Saada (* 1. Juli 1984 in Bastia auf Korsika) ist ein in Frankreich geborener tunesischer Fußballspieler, der zurzeit bei AC Arles-Avignon in der französischen Ligue 2 spielt. Außerdem spielt er für die tunesische Fußballnationalmannschaft. Er ist Stürmer und spielt meist als Offensiv-Allrounder. Er ist Doppelstaatsbürger von Frankreich sowie von Tunesien.
In der U-17 Nationalmannschaft spielte er für Frankreich, wo er 2001 Medaillengewinner wurde. Seit März 2005, spielt Chaouki Ben Saada für die Tunesische Fußballnationalmannschaft. In 12 international gewonnenen Spielen schoss er ein Tor. Außerdem spielte er für Tunesien bei der Fußball-Afrikameisterschaft 2006 in Ägypten. Für die Fußball-Weltmeisterschaft 2006 in Deutschland stand er jedoch nicht im Aufgebot von Roger Lemerre. Er wurde für Issam Jemâa nachnominiert, als dieser sich verletzte (Knieverletzung) und vorzeitig die Heimreise antreten musste.